# 比那尔德里奥省
比那尔德里奥省（西班牙語：Provincia de Pinar del Río）是古巴最西部的省份，该省也是著名的旅游区，首府为比那尔德里奥，该省省名也来源于瓜马河流两岸的松林。